# لي سامين ديس دامس 2022
لي سامين ديس دامس 2022 هو سباق دراجات هوائية، وهو الموسم رقم 11 من لي سامين ديس دامس، وأقيم في 1 مارس 2022، وامتدّ لمسافة 99.4 كيلومتر ضمن سباقات سباق الدراجات على الطريق للسيدات 2022.
فاز بالمركز الأول إيما نورسجارد يورجنسن، وبالمركز الثاني كيارا كونسوني، وبالمركز الثالث Vittoria Guazzini ‏.

## الفرق
| فرق سيدات عالمية (9)- Liv AlUla Jayco ‏ - كانيون–إس آر إيه إم ريسينغ 2022 ‏ - FDJ–Suez ‏ - ليف ريسينغ 2022 ‏ - موفيستار للسيدات 2022 ‏ - فريق سنويب للسيدات 2022 ‏ - Lidl–Trek (women's team) ‏ - يو أي أيه تيم 2022 ‏ - فريق أونو إكس برو للدراجات للسيدات 2022 ‏ فرق دراجات قارية سيدات (13)- Andy Schleck–CP NVST–Immo Losch ‏ - اركيا للسيدات 2022 ‏ - بنجوال شوفالمير-فان إيك سبورت 2022 ‏ - Cofidis Women Team ‏ - كوب هايتك بوردكتس 2022 ‏ - لوتو سودال للسيدات 2022 ‏ - مولتوم أكونتانتس 2022 ‏ - إن إكس تي جي ريسينغ 2022 ‏ - باركهوتل فالكنبورغ 2022 ‏ - روبل كليننينج 2022 ‏ - St. Michel–Preference Home–Auber93 (women's team) ‏ - استاد روشليه شارينت ماريتايم 2022 ‏ - فالكار ترافل سيرفس 2022 ‏ فريق دراجات هواة- دبليو سي سي تيم 2022 ‏ فرق دراجات هواة سيدات (2)- Bingoal WB Ladies‏ - لفيف للسيدات 2022 ‏ |  |
| |  |

## التصنيف العام النهائي
| التصنيف العام         | التصنيف العام            | التصنيف العام   | التصنيف العام                       | التصنيف العام |
| العداء                | العداء                   | البلد           | الفريق                              | الوقت         |
| --------------------- | ------------------------ | --------------- | ----------------------------------- | ------------- |
| 1                     | Emma Norsgaard           | الدنمارك        | موفيستار للسيدات ‏                   | 2 س 36 د 17 ث |
| 2                     | كيارا كونسوني            | إيطاليا         | فالكار سيلانس ‏                      | + 0 ث         |
| 3                     | Vittoria Guazzini ‏       | إيطاليا         | FDJ–Suez ‏                           | + 0 ث         |
| 4                     | سوزان أندرسن             | النرويج         | فريق أونو إكس برو للدراجات للسيدات ‏ | + 0 ث         |
| 5                     | Clara Copponi ‏           | فرنسا           | FDJ–Suez ‏                           | + 0 ث         |
| 6                     | Marjolein van 't Geloof ‏ | هولندا          | دروبز ‏                              | + 0 ث         |
| 7                     | شيرين فان أنروي          | هولندا          | Lidl–Trek (women's team) ‏           | + 0 ث         |
| 8                     | أليس بارنز               | المملكة المتحدة | كانيون–إس آر إيه إم ‏                | + 0 ث         |
| 9                     | Shari Bossuyt ‏           | بلجيكا          | كانيون–إس آر إيه إم ‏                | + 0 ث         |
| 10                    | Laura Tomasi ‏            | إيطاليا         | يو أي أيه تيم ‏                      | + 0 ث         |
| مصدر: ProCyclingStats |                          |                 |                                     |               |

## وصلات خارجية
- الموقع الرسمي
- لمحة عن سباق لي سامين ديس دامس 2022 على موقع  ProCyclingStats   (برو  سايكلنج  ستاتس) - إحصاءات  محترفي  الدراجات.
- لي سامين ديس دامس 2022 على موقع إحصائيات الدراجات الإحترافية (الإنجليزية)